# Аношко, Иван Сергеевич
Иван Сергеевич Аношко (род. 7 октября 2004, Минск) — белорусский хоккеист, нападающий.

## Биография
Воспитанник минского «Динамо». В сезоне 2019/20 играл в команде высшей лиги «Минские зубры». В следующем сезоне выступал за команду Белоруссии U18 в Экстралиге Б, провёл также 7 матчей за Белоруссию U17 в плей-офф высшей лиги. В сезоне 2021/22 выступал за «Динамо-Молодечно» в Экстралиге, провёл 14 матчей за «Минских зубров». Сезон 2022/23 отыграл за «Динамо-Шинник» в чемпионате МХЛ, был признан лучшим новичком лиги.
Участник юниорского чемпионата мира 2021 года, где, в неполных 16 лет и 7 месяцев, будучи младшим на год большинства участников, в пяти матчах набрал 3 (1+2) очка при показателе полезности +3.
На драфте USHL был выбран во второй стадии под 156 общим номером командой «Су-Фоллс Стампид». Подготовку к сезону 2023/24 начал с «Динамо-Шинником», но вскоре уехал в США. Имея действующий контракт с минским «Динамо», Аношко не мог выступать в USHL и стал играть в Национальной конференции студенческого развития — NCDC — третьей по значимости молодёжной лиге США после USHL и NAHL в команде «Нью-Джерси Рокетс».
2 апреля 2024 года появилась информация, что Аношко был отстранён ИИХФ от участия в национальных и международных играх на четыре месяца. Так как с ноября 2023 года он выступал в лиге США, не входящей в юрисдикцию ИИХФ, дисквалификация должна быть автоматически применена с момента его возвращения в лигу, регулируемую правилами ИХХФ, во время соревновательного периода лиги.